# Водолија
Водолија (лат. Aquarius) је сазвежђе зоодијака и једно од оригиналних Птолемејевих сазвежђа. У Водолији се налазе 3 Месјеова објекта: М2, М72 и М73.
Водолија представља Ганимеда, прелепог младића у кога се Зевс заљубио и, претворивши се у орла, пренео на га на Олимп и поставио за пехарника. Зато се поред Водолије налази и сазвежђе Орла. 